# La estrella del norte
La estrella del norte (The North Star) es una película estadounidense de 1943 dirigida por Lewis Milestone y con la actuación de Anne Baxter, Farley Granger, Jane Withers, Dana Andrews, Walter Brennan, Erich Von Stroheim, Walter Huston, Dean Jagger, Ann Harding y Carl Benton Reid.
Es una película dramática que narra el comienzo de la guerra con la invasión alemana de las provincias fronterizas de la Unión Soviética. Lilliam Hellman escribió un guion en el que quedan reflejadas las atrocidades cometidas por los nazis. Por este trabajo, Hellman, consiguió un Oscar en 1943. En 1944, la película fue candidata a seis Premios Óscar. 
Aunque estrenada por un gran estudio, fue una película de propaganda prosoviética, al estar rodada mientras la Unión Soviética era aliada de los Estados Unidos.

## Argumento
Está ambientada en 1941. Una granja rusa es invadida por las tropas alemanas, y los jóvenes se lanzan a las montañas a luchar mientras los viejos y los niños se refugian en el pueblo. La historia se narra centrando la acción en la familia Shonen. Describe la muerte del hijo mayor, que muere cuando se tira con su avión a los enemigos; el hermano pequeño queda ciego intentando salvar a su amada.

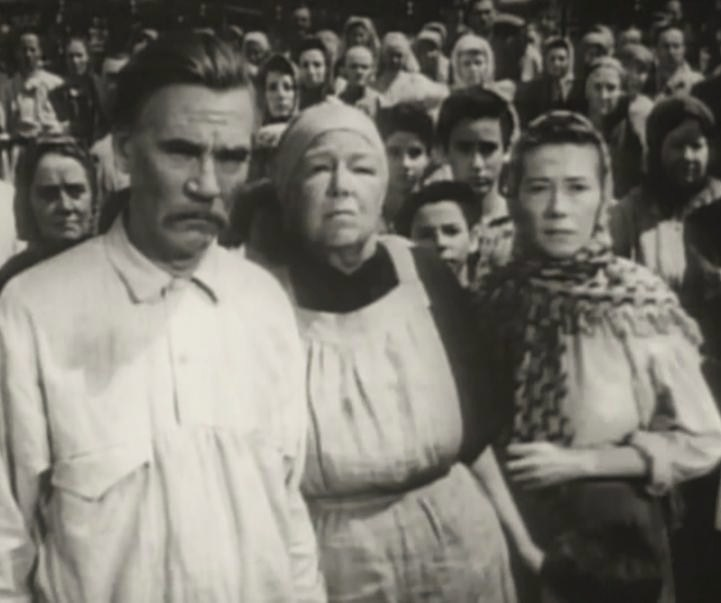
Parte de un fotograma de la película: Walter Huston, Esther Dale y Ruth Nelson.

### Controversias
La HUAC (House Un-American Activities Committee utilizaría posteriormente The North Star como uno de los tres ejemplos notables de películas de propaganda prosoviética hechas por Hollywood, las otras dos películas fueron Mission to Moscow (Warner Bros) y Song of Russia (MGM).
Según el historiador británico Robert Conquest, la película es 

una parodia tan grande que podría haberse mostrado en pantallas soviéticas a público acostumbrado a mentiras, pero que sufre este asunto en particular [las condiciones de las granjas colectivas] hasta el grado de requerir un mínimo de moderación.
La cosecha de dolor: La colectivización soviética y la hambruna de terror, 
Conquest, Oxford Press, 1986; véase el capítulo 17 para una información detallada.